# NK Triglav Kranj
Nogometni klub Triglav Kranj (Triglav Kranj Football Club), thường hay gọi NK Triglav Kranj hoặc đơn giản Triglav, là một câu lạc bộ bóng đá Slovenia đến từ Kranj. Hiện tại đội bóng thi đấu ở Giải bóng đá vô địch quốc gia Slovenia. Câu lạc bộ được thành lập năm 1920. Giữa thập niên 1990, câu lạc bộ hợp nhất với NK Naklo và tái lập dưới cái tên hiện tại Triglav Kranj.

## Thay đổi tên gọi
- 1920: Thành lập với tên gọi SK Korotan
- 1937: Đổi tên thành SK Kranj
- 1945: Đổi tên thành Storžič
- 1947: Đổi tên thành Udarnik
- 1949: Đổi tên thành Korotan
- 1955: Đổi tên thành Triglav
- 1994: Đổi tên thành Triglav Creina
- 1997: Tái lập thành Triglav Kranj[4]

## Đội hình hiện tại
Tính đến ngày 14 tháng 1 năm 2020

Ghi chú: Quốc kỳ chỉ đội tuyển quốc gia được xác định rõ trong điều lệ tư cách FIFA. Các cầu thủ có thể giữ hơn một quốc tịch ngoài FIFA.
| Số | VT | Quốc gia | Cầu thủ            |
| -- | -- | -------- | ------------------ |
| 2  | HV | Slovenia | Momir Bojić        |
| 3  | HV | Slovenia | Luka Brkić         |
| 4  | HV | Kosovo   | Veron Šalja        |
| 5  | HV | Slovenia | Žan Luka Kocjančič |
| 6  | TV | Serbia   | Filip Janković     |
| 7  | TV | Bỉ       | Marten Wilmots     |
| 8  | TV | Slovenia | Marko Gajić        |
| 9  | TĐ | Slovenia | Tom Žurga          |
| 10 | TV | Albania  | Berat Beciri       |
| 11 | TĐ | Albania  | Qendrim Hasanaj    |
| 12 | HV | Slovenia | Erik Gliha         |
| 13 | TM | Slovenia | Jalen Arko         |
| 14 | HV | Slovenia | Kristjan Arh Česen |

| Số | VT | Quốc gia             | Cầu thủ         |
| -- | -- | -------------------- | --------------- |
| 16 | TĐ | Slovenia             | Gašper Udovič   |
| 17 | TV | Slovenia             | Tilen Mlakar    |
| 18 | HV | Slovenia             | Tevž Pokorn     |
| 21 | TV | Slovenia             | Žan Rogelj      |
| 23 | HV | Slovenia             | Žan Kumer       |
| 28 | HV | Serbia               | Milan Milanović |
| 30 | TV | Bỉ                   | Reno Wilmots    |
| 44 | TĐ | Slovenia             | Gaber Petric    |
| 54 | TM | Slovenia             | Luka Čadež      |
| 70 | TV | Slovenia             | Aleš Mertelj    |
| 77 | TV | Slovenia             | Ožbej Kuhar     |
| 90 | TV | Bosna và Hercegovina | Armin Ćerimagić |
| 99 | TĐ | Slovenia             | Luka Majcen     |

## Danh hiệu
League
- Yugoslav Third League: 2

1950, 1951
- Giải bóng đá hạng nhì quốc gia Slovenia: 3

1997–98, 2000–01, 2016–17
Cúp
- Cúp Cộng hòa Slovenia: 1

1983–84
- MNZG-Kranj Cup: 11[a]

1991–92, 1996–97, 1999–2000, 2000–01, 2003–04, 2006–07, 2008–09, 2009–10, 2014–15, 2015–16, 2016–17
1. ↑  Chưa hoàn thành; dữ liệu đầy đủ của các mùa giải trước 2005–06 bị thiếu.

## Lịch sử giải đấu
| Mùa giải  | Giải đấu             | Vị thứ       |
| --------- | -------------------- | ------------ |
| 1991–92   | 2. SNL               | thứ 2        |
| 1992–93   | 2. SNL               | thứ 5        |
| 1993–94   | 2. SNL               | thứ 15       |
| 1994–95   | 3. SNL – West        | thứ 4        |
| 1995–96   | 3. SNL – West        | thứ 3        |
| 1996–97   | 2. SNL 3. SNL – West | thứ 11 thứ 8 |
| 1997–98   | 2. SNL               | thứ 1        |
| 1998–99   | 1. SNL               | thứ 12       |
| 1999–2000 | 2. SNL               | thứ 9        |
| 2000–01   | 2. SNL               | thứ 1        |
| 2001–02   | 1. SNL               | thứ 11       |
| 2002–03   | 2. SNL               | thứ 8        |
| 2003–04   | 2. SNL               | thứ 9        |
| 2004–05   | 2. SNL               | thứ 8        |
| 2005–06   | 2. SNL               | thứ 3        |
| 2006–07   | 2. SNL               | thứ 4        |
| 2007–08   | 2. SNL               | thứ 9        |
| 2008–09   | 2. SNL               | thứ 3        |
| 2009–10   | 2. SNL               | thứ 2        |
| 2010–11   | 1. SNL               | thứ 7        |
| 2011–12   | 1. SNL               | thứ 9        |
| 2012–13   | 1. SNL               | thứ 8        |
| 2013–14   | 1. SNL               | thứ 10       |
| 2014–15   | 2. SNL               | thứ 6        |
| 2015–16   | 2. SNL               | thứ 4        |
| 2016–17   | 2. SNL               | thứ 1        |
| 2017–18   | 1. SNL               | thứ 9        |
| 2018–19   | 1. SNL               | thứ 8        |

1. ↑  Triglav khởi đầu mùa giải ở Giải bóng đá hạng ba quốc gia Slovenia. Trong kì nghỉ đông, Triglav hợp nhất với NK Naklo, là một thành viên của Giải bóng đá hạng nhì quốc gia Slovenia. Ở nửa sau của mùa giải, một đội bóng có tên Triglav Naklo thi đấu ở Giải hạng nhì, trong khi một đội bóng có tên Naklo Triglav và hoàn thành ở Giải hạng ba.

Ở mùa giải tiếp theo, tái lập Triglav Kranj chiếm vị trí của Triglav Naklo tại Second League, trong khi Naklo Triglav thi đấu ở Third League.